# ヒューズガス栓
ヒューズガス栓（ヒューズガスせん）とは、ガス栓とガス器具の接続に使われるゴム管がはずれていたり、器具を接続をしていない側の元栓を開けるなどして、一度にガスが大量に流れるなどの異常がおきた際に、自動的にガスを遮断する構造になっている安全構造型ガス栓のことである。
プロパンガス事業者では伝統的に「ヒューズコック」の名称も使用されている。

## 概要
外観の特徴としては、黒いツマミが付いており、ツマミの表面中央に白や赤の開閉状態が判る線や文字がある。
都市ガス用、プロパンガス用ともに同じ原理で、ガス栓内のガス通過経路に玉を内蔵しており、ガス器具で通常消費される際の流量以上に達すると玉がガスの通路を塞ぐ仕組みになっている。
構造上接続可能なガス器具は、こんろ・炊飯器・ファンヒーターなど比較的ガス消費量の少ない小型の燃焼器具に限られる。
使用可能な最大流量は、kW単位またはkg/h単位で本体根元に表示されている。

## 作動要因
- ゴム管などの接続具の抜け・はずれ・穴あきによるガス漏れ。
- ヒューズ規格を超える量のガスを消費する器具の使用。
- 長期間使用しなかった後にガス栓を開いた時に発生する急なガスの流れ（ゴム管のガス透過現象）。

## 復帰方法手順
1. 作動した要因を改善する。
2. ヒューズガス栓の黒いツマミを閉の位置へ戻す。
3. その後再度ガス栓を開ける。

## 使用上の注意点
- 開閉ツマミは半開状態では使用しないこと。全開または全閉でのみ使用する。
- プロパンガス用に限り、可とう管ガス栓（フレキガス栓）と複合化された製品も流通しているが、フレキガス栓側への可撓管または強化ガスホースの接続には液化石油ガス設備士の資格が必要となるため、必ず有資格者に行なわせること。